# Zinda (película de 2006)
Zinda (español: Vivo) es una película de thriller y acción neo-noir India estrenada en 2006 y protagonizada por Sanjay Dutt, John Abraham, Lara Dutta y Celina Jaitly. La película fue dirigida y coescrita por Sanjay Gupta junto con el guionista Suresh Nair. Vishal-Shekhar fue el compositor de la banda sonora musical y la música de fondo compuesta por Sanjoy Chowdhury. 
Zinda es considerado un remake no oficial y no autorizado de la película surcoreana Oldboy de Park Chan-Wook estrenada 3 años antes. Show East, los productores de Oldboy, que ya habían vendido los derechos de la nueva versión a DreamWorks en 2004, inicialmente tomaron acciones legales que no procedieron porque el estudio había cerrado.

## Trama
El ingeniero de software Balajeet "Bala" Roy (Sanjay Dutt), es misteriosamente secuestrado poco antes de enterarse de que su esposa Nisha Roy (Celina Jaitly) está embarazada. Después de un año, Bala descubre que Nisha fue brutalmente asesinada. Bala se mantiene en total aislamiento durante 14 años sin saber quién lo encarceló y por qué. Mientras está en cautiverio, practica artes marciales que aprende después de verlas en la televisión, con la intención de usarlas contra las personas que lo capturaron. Finalmente es liberado, nuevamente sin explicación, y se propone vengarse.
Se hace amigo de una taxista de Bangkok llamada Jenny (Lara Dutta), quien lo ayuda a rastrear a sus secuestradores llevándolo de restaurante en restaurante hasta que encuentra aquel de donde se obtenía la comida que le sirvieron durante su cautiverio y sigue un ciclomotor de entrega hasta el edificio de sus captores. Bala descubre que estuvo recluido en una prisión privada ilegal donde una organización criminal mantenía presas a las personas que sus clientes le solicitaban. Bala tortura al dueño Wong Foo (Rajendranath Zutshi) para obtener respuestas arrancándole los dientes con un martillo de orejas, quien le dice que fue encarcelado por "hablar demasiado" aunque no sabe nada más, al salir de la oficina se encuentra con los matones de Foo, con quienes tiene una sangrienta pelea donde termina herido. Al salir del lugar, un misterioso encapuchado lo salva y lo lleva a un taxi. El encapuchado resulta ser Rohit Chopra (John Abraham). Pronto, Wong Foo secuestra a Jenny y la tortura. Amenaza con quitarle los dientes a Bala con su propio martillo, pero Rohit lo interrumpe. Bala se refugia con Jenny y tienen sexo. Bala es informado de que su hija está viva. El amigo de Bala, Joy (Mahesh Manjrekar ), es asesinado y Bala se entera de que su secuestrador no es otro que Rohit.
Rohit decide dejar al descubierto el motivo del encierro de Bala, todo se remonta años atrás cuando estaban juntos a la escuela secundaria, en esos tiempos Bala se había enamorado de la hermana mayor de Rohit, Reema (Alisha Baig), quien lo rechazó, difundiendo a manera de venganza un falso rumor de que Reema se prostituía. Debido a las agresiones que sufría a causa del rumor, decidió suicidarse al prenderse fuego. Rohit culpó a Bala por su muerte y planeó su encarcelamiento como venganza. Rohit le dice a Bala que mató a Nisha y envió a su hija, que ahora tiene 14 años, a un burdel. Bala golpea a Rohit y lo tira por un balcón, pero lo agarra de la mano y le ruega que le diga dónde está su hija. Desafiante, Rohit suelta la mano de Bala y cae y muere. Bala luego mata a los matones de Rohit y Wong Foo. Al final, Bala se entera de que su hija está a salvo; y Rohit le había mentido sobre venderla a un burdel para atormentarlo. La encuentra sentada en la orilla de un río y va a su encuentro. Bala al fin puede vivir feliz con su hija.

## Elenco
- John Abraham como Rohit Chopra
- Sanjay Dutt como Balajeet "Bala" Roy
- Celina Jaitly como Nisha Roy
- Mahesh Manjrekar como Joy Fernandes
- Lara Dutta como Jenny Singh
- Rajendranath Zutshi como Woo Fong (como Raj Zutshi)
- Alisha Baig como Reema Chopra

## Banda sonora
- "Ye Hai Meri Kahani" - Cuerdas
- "Zinda Hoon Main" - Shibani Kashyap
- "Har Saans" - Krishna Beura y Abrar-ul-Haq
- "Kya Main Zinda Hoon" - Shibani Kashyap
- "Maula" - Vinod Rathod
- "Zinda Hoon principal Y" - Shibani Kashyap
- "Chal Rahi Hai Saanse" - Kailash Kher
- "Har Saans (mezcla de mamba negra)" - Krishna Beura
- "Ye Hai Meri Kahani (K Rap Mix)" - Cuerdas y Jamie xx
- "Kabhi Muskura ke" - Sanjay Dutt

## Similitudes conOldboy
En una conferencia de prensa de noviembre de 2005, representantes de Show East, la productora de Oldboy, mostraron preocupación sobre las similitudes de Zinda con Oldboy, por lo que estaba siendo investigada. Señalaron que en ese momento no tenían la versión final de Zinda disponible para comparar con Oldboy. Afirmaron que si encontraban que había "una gran similitud entre las dos [películas]", se pondrían en contacto con sus abogados".
Los críticos Sudhish Kamath y Narbir Gosal señalaron, respectivamente, en sus reseñas de Zinda que encontraron que las dos películas eran muy similares en términos de trama, así como en la representación de algunas escenas.